# Hahnia banksi
Hahnia banksi là một loài nhện trong họ Hahniidae.
Loài này thuộc chi Hahnia. Hahnia banksi được Jean-Louis Fage miêu tả năm 1938.